# Ściana dźwięku

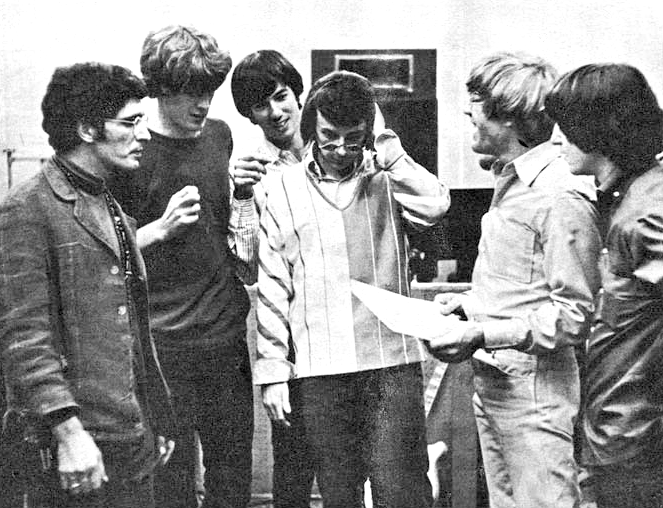
Phil Spector (w środku) w Gold Star Studios z Modern Folk Quartet (1965)

Ściana dźwięku lub spectorowska ściana dźwięku (ang. Wall of Sound lub Spector Sound) – technika realizacji nagrań podczas rejestracji materiału dźwiękowego i jego aranżacji w studiu. Opracowana została w latach 60. XX wieku przez amerykańskiego producenta Phila Spectora we współpracy z Larrym Levinem, amerykańskim inżynierem dźwięku. Technika polega na wielokrotnym nagrywaniu instrumentów muzycznych i zwielokrotnianiu ich brzmienia. Daje to w rezultacie gęsty, mocny dźwięk – na pierwszym planie lub w tle utworu.
Tę technikę podczas sesji nagraniowych wykorzystali tacy muzycy jak Enya, Leonard Cohen, Tina Turner oraz grupy The Beach Boys i Ramones.